# Walter Melón
Walter Melon es una serie de televisión animada que consta de 52 episodios de 26 minutos de duración, y está basada en la adaptación libre de la historieta franco-belga de Aquiles Talón (en francés Achille Talon).
La serie fue emitida por primera vez el 3 de septiembre de 1997 en Canal+ de Francia, y posteriormente en La 2 de España o en ABC Family en Estados Unidos durante 1998 y 1999. Fue producida por el canal France 2, Saban y el canal Scottish Television.
La propiedad de la serie pasó a Disney en 2001 cuando Disney adquirió Fox Kids Worldwide, que también incluye a Saban Entertainment.

## Argumento
Walter Melon (Achille Talon en francés) y su asistente, Erastus Bitterbug (Hilarion Lefuneste en francés y Funestini en la historieta en español), gestionan una compañía de "héroes de alquiler". Cuando un héroe se mete en problemas, se pone enfermo, o cae víctima del último plan de su respectivo villano, Melon lo sustituyen de forma temporal, a veces en solitario, y otras en compañía de Bitterbug cuando son dos héroes los que están en apuros.
En la serie Walter y Bitterbug reemplazan a todo tipo de héroes como Superman, Hulk, James Bond, Batman y Robin, Kirk y Spock, Tarzán, Luke Skywalker, Mad Max, Spider-Man, dos Power Rangers, Alan Grant, Fox Mulder, Casper, el Conejo Blanco y el Sombrerero, Peter Pan, Aladino, Caperucita Roja, entre otros. A menudo, los personajes que sustituyen suelen tener un nombre a modo de parodia del original, como Marzipan (Tarzán), Dobin Wood (Robin Hood), Bulk (Hulk), Squashymodo (Quasimodo), o Panocho (Pinocho).
Walter no es ni un hombre entrenado, ni inteligente, ni guapo como casi todos los héroes; es un hombre más bien gordo con una gran nariz y muchísima suerte. A pesar de su notable tamaño, nadie llega nunca a notar la diferencia de sus sustituciones, y su peso sólo es comentado o ignorado. Cuando interpreta a los héroes suele luchar contra un mismo villano, Sneero, que interpreta a los respectivos malos como Lex Luthor, Goldeneye, Joker, Darth Vader, Capitán Garfio, Doctor Octopus, Rita Repulsa, El fumador (de Expediente X), Reina de Corazones, o King Kong. Otro personaje recurrente es Amelia, una chica que interpreta a la heroína o principal personaje femenino de una historia.
En la segunda temporada, quizás para hacer los dibujos más educativos, Walter y Bitterbug reciben encargos intertemporales de figuras históricas famosas como Tomas Edison, Lewis y Clark, o los astronautas del Apollo 11 más que encargos de héroes clásicos de historias de ficción.

## Reparto
| Personaje         | Actores de voz     | Actores de voz     | Actores de voz     |
| ----------------- | ------------------ | ------------------ | ------------------ |
| Walter Melon      | Patrick Préjean    | Juan Amador Pulido | Richard Bell       |
| Erastus Bitterbug | Jean-François Kopf | Miguel Campos      | Jeremiah Nagle     |
| Sneero            | Bernard Woringer   | Iñaki Alonso       | Michael McConnohie |
| Amelia            | Martine Regnier    | Raquel Martín      | Francine Elcar     |